# 伊藤正男 (プロレスラー)
伊藤 正男（いとう まさお、1948年12月9日 - ?）は、北海道樺戸郡出身の元大相撲力士、プロレスラー。

## 来歴
1964年、中学校卒業と同時に大相撲出羽海部屋に入門したが、2年後に廃業。現役時の四股名、最高位は不明だが、関取未経験者であることは判明している。地元に戻るが、格闘技の世界で身を立てるという意志は捨てず、自主トレーニングに励んで肉体改造を行い6年後の1972年1月に日本プロレス入り。同年10月5日、熊本県牛深市魚市場裏広場の木村聖裔戦でデビュー。
翌1973年4月の日本プロレス崩壊後は、大木金太郎、上田馬之助、松岡巌鉄、ミツ・ヒライ、グレート小鹿、高千穂明久、桜田一男、羽田光男ら残党8名と共に、ジャイアント馬場が前年に設立した全日本プロレスに移籍（正式には、1976年3月31日までは日本テレビと3年契約を結んだ上、全日本へ派遣されていた。同年4月1日付で全日本プロレスの正式所属選手となっている）。以降、前座の中堅選手として活動した。
1974年には、東京12チャンネルのアクションドラマ『闘え!ドラゴン』（主演：倉田保昭）に、同期のロッキー羽田とともに悪役で出演している。
1978年4月より短期海外遠征でオーストラリアとニュージーランドを転戦。1979年6月7日には、地元北海道の遠軽町大会において、石川隆士と組んでケビン・フォン・エリック&デビッド・フォン・エリックと対戦。これは伊藤にとって、キャリア7年目にして初のTV収録試合への出場となった。
1981年10月からの本格的な海外再遠征では西ドイツ、カナダと転戦。西ドイツでは1982年にビッグ・ジョン・クインやクラウス・ワラスと対戦し、オットー・ワンツ、スティーブ・ライト、バック・ズモフらのタッグパートナーも務めた。その後アメリカに入り、南部を主戦場に東洋人ヒールとして活動。蓬髪に髭面、素足に膝下までの田吾作タイツという出で立ちで、ザ・グレート・ニンジャ（The Great Ninja）、オリエンタル・コネクション（Oriental Connection）、マサオ・イトー（Masao Ito）、ミスター・イトー（Mr. Ito）などのリングネームを名乗った。
1984年6月16日、テネシー州メンフィスにてオースチン・アイドルを破りCWAインターナショナル・ヘビー級王座を獲得、7月9日にトミー・リッチに奪取されるまで保持した。テネシーではアイドルやリッチをはじめ、ジェリー・ローラー、トージョー・ヤマモト、エディ・ギルバート、ダッチ・マンテル、ジミー・バリアントとも対戦している。11月22日にはNWAの基幹団体だったジム・クロケット・プロモーションズの年間最大の興行であるスターケードにも出場し、ブライアン・アディアスと対戦した。
その後、全日本プロレスが帰国命令を出さなかったため、日本マットに戻ることはなく消息を絶った（故意に帰国命令を出さなかったのか、連絡が途切れたために出せなかったのかは不明）。1986年、カナダのモントリオール地区に転戦しているとの記事が一部プロレス雑誌に掲載されたのを最後に、日本のプロレスメディアでの情報は途絶えていた。
1980年代半ば頃に伊藤から連絡を受けたケンドー・ナガサキとザ・グレート・カブキは、「モントリオールの日本食レストランで料理人になった」「そのレストランの女性と結婚した」などと、その後の消息を2016年の対談で明かしている。

## 得意技
- ギロチン・ドロップ
- ダイビング・ヘッドバット
- ネック・ハンギング・ツリー
- ベアハッグ

## 獲得タイトル
- CWAインターナショナル・ヘビー級王座：1回[7]